# Casque blanc
Cet article possède un paronyme, voir Casques blancs.
Casque blanc (El casco blanco) est un film franco-espagnol réalisé par Pedro Balaña (sous le nom de Pedro B. Bonvehi) et Tony Saytor, sorti en 1959.

## Distribution
- José Luis Ozores
- Elisa Montés
- José Nieto
- Anne Vernon
- Raymond Pellegrin
- Maria Saavedra